# Ms. Marvel (Marvel Comics)
Ms. Marvel es el nombre de varios superhéroes ficticios que aparecen en los cómics publicados por Marvel Comics. El personaje fue concebido originalmente como una contraparte femenina del Capitán Marvel. Al igual que el Capitán Marvel, la mayoría de los portadores del título de Ms. Marvel obtienen sus poderes a través de la tecnología o la genética Kree. Marvel ha publicado cuatro series de cómics en curso tituladas Ms. Marvel, con las dos primeras protagonizadas por Carol Danvers, y la tercera y cuarta protagonizada por Kamala Khan. La versión de Carol Danvers fue el personaje femenino mejor clasificado en la lista de IGN Top Avengers, entrando en el # 11.

## Carol Danvers
Carol Danvers, el primer personaje que usó el apodo Ms. Marvel, apareció por primera vez en Marvel Super-Heroes # 13 (marzo de 1968) por el escritor Roy Thomas y el artista Gene Colan como un oficial sin superpotencia en la Fuerza Aérea de los Estados Unidos. Después de ser atrapada en una explosión con el superhéroe Kree, Capitán Marvel en el Capitán Marvel # 18 (noviembre de 1969), Danvers reaparece en Ms. Marvel # 1 (enero de 1977) con superpoderes como resultado de la explosión que causó que su ADN se fusionara con el Capitán Marvel como Ms. Marvel, Danvers se convierte en el pilar del equipo de superhéroes, Los Vengadores, comenzando en The Avengers # 171 (mayo de 1978). Danvers continúa utilizando los nombres en código Binary y Warbird. En julio de 2012, Danvers asume el manto del Capitán Marvel en honor a su titular original, muerto, Mar-Vell, después de que el Capitán América le dice que Mar-Vell querría que lo tuviera.

## Sharon Ventura
Sharon Ventura, el segundo personaje que usó el seudónimo Ms. Marvel, apareció por primera vez en The Thing # 27 (septiembre de 1985), de Mike Carlin y Ron Wilson, como una acrobática con los Thunderiders, donde conoció a Thing. En The Thing # 35 (mayo de 1986), Ventura se ofreció como voluntario para el experimento de Power Broker para recibir superpoderes para unirse a la Federación de Lucha de Clase Ilimitada con Thing, tomando el nombre de Ms. Marvel. Más tarde, Ventura se une a los Cuatro Fantásticos en Fantastic Four # 307 (octubre de 1987) y, después de ser alcanzada por los rayos cósmicos en Fantastic Four # 310 (enero de 1988), el cuerpo de Ventura muta a una apariencia similar a la de Thing y recibe el apodo She-Thing.

## Karla Sofen
La Dra. Karla Sofen, la supervillana conocida como Moonstone, apareció por primera vez como el arma del Doctor Faustus en el Capitán América # 192 (diciembre de 1975) de Marv Wolfman y Frank Robbins. En The Incredible Hulk # 228 (octubre de 1978), Sofen se convierte en el psiquiatra del villano Moonstone, también conocido como Lloyd Bloch. Sofen engaña a Bloch para que le brinde el meteorito que lo empodera, y ella adopta tanto el nombre como las habilidades de Moonstone. Durante la historia de "Dark Reign", Sofen se une al grupo de Vengadores de Norman Osborn, conocidos como los Vengadores Oscuros, como el doppelganger de la anterior Ms. Marvel, Carol Danvers. Sofen se convierte en el personaje principal de la serie Ms. Marvel a partir del número 38 (junio de 2009) hasta que Danvers recupera el título en el número 47 (enero de 2010).

## Kamala Khan
Kamala Khan, creada por Sana Amanat, G. Willow Wilson y Adrian Alphona, es el cuarto personaje que toma el nombre de Ms. Marvel. Khan apareció por primera vez en Captain Marvel # 17 (noviembre de 2013) y es un paquistaní-estadounidense de 16 años de Jersey City, Nueva Jersey, que idolatra a Carol Danvers. Khan recibió su propia serie de Ms. Marvel, que se estrenó en febrero de 2014, convirtiéndose en el primer personaje musulmán de Marvel Comics en encabezar su propio cómic. El primer volumen recopilado de esta serie, Marvel Volume 1: No Normal, ganó el Premio Hugo 2015 a la mejor historia gráfica.
Una serie de televisión de acción en vivo, Ms. Marvel, centrada en la versión Kamala Khan del personaje, se estrenó el 8 de junio del 2022 en Disney+, formando parte del Universo cinematográfico de Marvel. Khan es interpretada por la actriz Iman Vellani. Vellani repitió su papel de Kamala Khan en The Marvels (2023).